# هشت‌پای حلقه‌آبی
هشت‌پای حلقه‌آبی (نام علمی: Hapalochlaena) یک سرده از راسته هشت‌پا است که شامل چهار گونهٔ بسیار زهرآگین از هشت‌پاهاست که در سواحل کم‌عمق و آب‌سنگ‌های مرجانی اقیانوس آرام و اقیانوس هند بین ژاپن و استرالیا یافت می‌شوند.
این هشت‌پاها دارای پوست زرد با حلقه‌های آبی و سیاه هستند که هنگام احساس خطر به‌شدت تغییررنگ می‌دهند. هشت‌پای حلقه‌آبی از سخت‌پوستان کوچکی مانند خرچنگ و میگو تغذیه می‌کند.
هشت‌پاهای حلقه‌آبی برخلاف اندازه کوچک (۱۲ تا ۲۰ سانتی‌متر) و رفتار نسبتاً رامشان، از زهردارترین موجودات دریایی به‌شمار می‌روند و زهرشان که دارای نوروتوکسین تترودوتوکسین قوی است می‌تواند انسان را از پا درآورد.